# Список населённых пунктов Онежского района
*Административные центры указаны жирным шрифтом
- Муниципальное образование «Золотухское»
  - посёлок Золотуха
  - посёлок Куша
  - железнодорожная станция Сулозеро
  - посёлок Унежма
- Муниципальное образование «Кодинское»[1]
  - железнодорожный разъезд 315 км
  - посёлок Глазаниха
  - посёлок Кодино
  - железнодорожный разъезд Косторучей
  - посёлок Мудьюга
  - железнодорожный разъезд Рименьга
  - посёлок Сухая Вычера
  - железнодорожный разъезд Тесовка
- Муниципальное образование «Малошуйское»
  - деревня Абрамовская
  - деревня Кушерека
  - рабочий посёлок Малошуйка
  - деревня Унежма
  - железнодорожный разъезд Шунданец
- Муниципальное образование «Нименьгское»
  - деревня Ворзогоры
  - деревня Нименьга
  - посёлок Нименьга
  - железнодорожная станция Нименьга
  - железнодорожная станция Поньга
  - посёлок Шаста
  - железнодорожный разъезд Шастинский
  - деревня Юдмозеро
- Муниципальное образование «Онежское»
  - город Онега
- Муниципальное образование «Покровское»
  - посёлок Верхнеозёрский
  - деревня Кянда
  - деревня Лямца
  - посёлок Маложма
  - деревня Нижмозеро
  - посёлок Покровское
  - село Пурнема
  - село Тамица
- Муниципальное образование «Порожское»
  - железнодорожный разъезд 243 км
  - деревня Амосовская
  - посёлок Анда
  - деревня Андозеро
  - посёлок Ватега
  - деревня Вонгуда
  - железнодорожная станция Вонгуда
  - железнодорожный разъезд Грибаниха
  - деревня Грибановская
  - деревня Каменное
  - деревня Карамино
  - деревня Корельское
  - деревня Макарьино
  - деревня Медведевская
  - деревня Наумовская
  - деревня Павловская
  - село Порог
  - деревня Семёновская
  - деревня Усть-Кожа
  - деревня Чижиково
- Муниципальное образование «Чекуевское»
  - деревня Анциферовская
  - деревня Анциферовский Бор
  - деревня Большая Фёхтальма
  - деревня Большое Шарково
  - деревня Большой Бор
  - деревня Букоборы
  - деревня Вазенцы
  - деревня Великосельская
  - деревня Верховье
  - деревня Воймозеро
  - деревня Грихново
  - деревня Залесье
  - деревня Затезье
  - деревня Канзапельда
  - деревня Карбатово
  - деревня Каска
  - деревня Клещёво
  - посёлок Ковкула
  - деревня Копыловка
  - деревня Кутованга
  - деревня Кялованга
  - деревня Малая Фёхтальма
  - деревня Малое Шарково
  - деревня Медведево
  - деревня Мондино
  - деревня Наволок
  - деревня Нёрмуша
  - деревня Павловский Бор
  - деревня Пачепельда
  - деревня Пертема
  - деревня Пияла
  - деревня Поле
  - деревня Посад
  - деревня Прилуки
  - деревня Прошково
  - деревня Пянтино
  - деревня Сельский Бор
  - деревня Сырья
  - деревня Таборы
  - деревня Усолье
  - деревня Филява
  - деревня Хачела
  - деревня Хаяла
  - деревня Целягино
  - село Чекуево
  - деревня Чешьюга
  - посёлок Шомокша